# 自由形
自由形（じゆうがた、freestyle）は、競泳の種目の一つ。自由な泳法で速く泳ぐことを競うものである。水泳選手を中心に「フリー」「フリ」という略称が用いられる。なお、「自由型」と表記されることもあるが、競技規則上は自由形である。

## 概要
「自由形」の名の通り泳法は指定されておらず、定められた距離をより短いタイムで泳ぐことを競う種目である。泳法は自由であり、レース中に泳法を変えてもよい。現在では、50mのように短時間で勝負が決まるものから1500mのように時間がかかるものまで種目が豊富にある。マスターズ水泳などの短水路の大会では、より短い25m種目も存在する。
「自由形」という種目は、第一回アテネオリンピックから存在している歴史の古い種目である。ただし、第一回オリンピックでは参加者全員が「平泳ぎ」で泳いだ。オリンピックを数回重ねる間に、選手たちに選ばれる泳法はいくつか変化した。　⇒#歴史
現在では、4泳法のうちクロール以外の3泳法は種目として独立しており、事実上クロール泳法のみで競われている。また、メドレーリレーおよび個人メドレー種目における「自由形」とはバタフライ、平泳ぎ、背泳ぎ以外の泳法（スタイル）と規定されているため、これも事実上クロール泳法となる。そのため、自由形（フリースタイル）とはいっても多種の泳法で競われることはほとんどなく、「自由形＝クロール」というように「4泳法中の1泳法」という印象を持っている人は多い。なお、障害者スポーツの自由形においては、選手個々の障害において泳法を決めるため、クロール以外の泳法で泳ぐ選手も存在する。

### ルール
2018年時点でのルールは以下の通り。
- 審判長の笛の合図の後、スタート台に乗り、静止。出発合図員の「 Take your marks... 」[2]で構えたあとは号砲まで静止しなければならない。号砲までに動作をおこした場合、失格となる[3]。
- 号砲後飛び込み、プールの壁（端）まで自分のレーン以外のところに行ったりコースロープに触れたり、プールの底を歩いたり蹴ったりしなければどのような泳法でも可（立つだけなら失格とはならない）。
  - ただし、スタート後及びターン後の潜水は壁から15メートルまでとされ、それ以外の競技中は体の一部が水面上に出ていなければならない。そのため、全く泳ぎ方に制限がないわけではない。

なお、長距離（主に800m、1500m）に限り、時間がかかるために制限時間を設けている大会も存在する。これは規定時間以内に指定された距離を通過しなければ退水（リタイア）となるというものである。この場合、完泳していないので記録はつかない。
また1500mでは、800m通過時の途中時間は「正式時間」として記録が公認される（ただし、800m以後に途中棄権した場合は認められない）。
制限時間の例 （大会により設定時間は変わる）
- 800m自由形は、700m通過時のタイムが15分30秒以内
- 1500m自由形は、1400m通過時のタイムが25分00秒以内

## 歴史
自由形という種目は、第一回アテネオリンピックから存在している歴史の古い種目である。
第一回オリンピックでは参加者全員が平泳ぎで泳いだ。第一回大会当時、全ての泳法は常に水面から顔を出しているものであり、息継ぎのある泳法は知られておらず、息継ぎがあるクロール泳法も存在しなかったためである。
しかし、第一回オリンピック後の大会で背泳ぎで泳ぐ（当時の背泳ぎは平泳ぎを裏返したもの）選手が複数出て、背泳ぎを選ぶ選手らが勝利した。当時、平泳ぎが歴史と伝統のある美しい泳法であると考えられており、オリンピック委員らは、水しぶきをあげて泳ぐ背泳は「男らしくない」「美しくない」と考えられていた。そこで、伝統ある平泳ぎを選ぶ人がいなくならないように第二回オリンピックから背泳ぎを新たな種目として独立させることにした。
ところが、さらにクロールという目新しい泳法が登場し、自由形で泳ぐ選手が出てきた。これにより、オリンピック委員らは、「新しい速い泳法が出るたびに新しい泳法を独立させる」という方法ではなく、オリンピックで歴史と伝統のある平泳ぎをする選手が毎回見られるように、平泳ぎの方を新たな種目として独立させた。
結果として、自由形で平泳ぎを選ぶ選手はいなくなり、自由形ではほとんどの選手がクロールを、背泳ぎではバッククロールを選ぶ状態となっている。
その後、事実上はほとんどの選手がクロール泳法を選んでいるが、まれにクロール以外を選ぶ選手もいる。例えば、日本人が初めてオリンピックの水泳に参加した時、日本人はクロールを知らず、また試合を見たこともなく他国の選手がどのような泳法を選ぶか知らなかったので、日本国内で予選を行った時、ほぼ全員が日本人にとって伝統的な泳法である「横泳ぎ」を選んだ。その結果、横泳ぎを選んだ選手が代表に選ばれ、実際のオリンピックの「自由形」でも横泳ぎで泳いだ（クロールよりも遅くなるため、結果は惨敗であった）。また、映画『東京オリンピック』の制作に参加していた写真家の細江英公の近代五種競技の水泳300メートル自由形についての証言では、「モデルとしてレンズに入れる選手を韓国の張選手に決めていたのだが、カメラを廻してみると、驚いたことに三〇〇メートルを全部平泳ぎで泳ぎきったのである。五〇メートルもの差がついてしまったが、後で聞くと、前日肩を痛めたので、平泳ぎしかできなかったのだとわかった」（『別冊キネマ旬報 東京オリンピック』より）とある。
2000年シドニーオリンピックの400メートルフリーリレーにおいて、オーストラリアの第一泳者マイケル・クリム選手が、選手らが激しく競り合ったレースでゴール前の数メートル程度を手はクロールの動きなのに足はドルフィンキックという泳法（「ドルフィン・クロール」と呼ばれる泳法）で接戦を制し、100メートル自由形の世界記録を更新した。これにより、ばた足のクロールよりも速いドルフィン・クロールは、現時点である意味「人類最速の泳法」と言えることになるが、体力を非常に消耗するため、レース全てをドルフィン・クロールで泳いで勝つことは今のところ困難であり、勝利した記録も無い。ただし、今後はレース全てをドルフィン・クロールで泳ぎ切るかその割合を増やすことで勝利する選手が出てくる可能性がある。

## 競泳の自由形におけるクロール泳法
クロールには6ビート、4ビート、2ビート等、さまざまな泳ぎ方に細分され、短距離のトップ選手は6ビート、長距離では4ビート、2ビートが多い。

## その他
2022年1月23日　東京辰巳国際水泳場で行われた、北島康介杯大会で池江璃花子選手は50メートル自由形予選をバタフライで泳ぎ、2位で決勝進出した。決勝は、同種目をクロールで泳ぎ優勝した。

## 歴代日本人金メダリスト

### 男子
- 宮崎康二 100m（1932）
- 北村久寿雄 1500m（1932）
- 寺田登 1500m（1936）

### 女子
- 柴田亜衣 800m（2004）

## 主な自由形の選手

### 男子
アメリカ合衆国
- マーク・スピッツ
- マット・ビオンディ
- ゲーリー・ホール・ジュニア

 オーストラリア
- イアン・ソープ
- グラント・ハケット - 800m（短水路）の世界記録保持者
- イーモン・サリバン

 フランス
- アラン・ベルナール
- フローラン・マナドゥ - 50m（短水路）の世界記録保持者
- アモリ・ルボー - 100m（短水路）の世界記録保持者
- ヤニック・アニエル - 400m（短水路）の世界記録保持者

 オランダ
- ピーター・ファン・デン・ホーヘンバンド

 ドイツ
- パウル・ビーデルマン

 ロシア
- アレクサンドル・ポポフ

 ブラジル
- セーザル・シエロ - 50mと100m（いずれも長水路）の世界記録保持者

 中華人民共和国
- 孫楊 - 1,500m（長水路）の世界記録保持者

 日本
- 奥村幸大
- 内田翔
- 藤井拓郎
- 佐藤久佳
- 松田丈志 - 800m（長水路）の日本記録保持者
- 萩野公介 - 400m（長水路）の日本記録保持者
- 塩浦慎理 - 50m（長水路）のアジア記録保持者
- 中村克 - 100m（短水路）のアジア記録保持者、100m（長水路）の日本記録保持者
- 松元克央 - 200m（長水路）の日本記録保持者
- 江原騎士 - 400mと800m（いずれも短水路）の日本記録保持者

### 女子
アメリカ合衆国
- シャーリー・ババショフ
- ジャネット・エバンス
- ブルック・ベネット
- ケイティ・レデッキー - 400mと800mと1,500m（いずれも長水路）の世界記録保持者

 オーストラリア
- ドーン・フレーザー
- シェーン・グールド
- ジョディ・ヘンリー
- リスベス・トリケット
- ケイト・キャンベル - 100m（短水路）の世界記録保持者

 フランス
- ロール・マナドゥ

 オランダ
- インヘ・デブルーイン
- ラノミ・クロモウィジョジョ - 50m（短水路）の世界記録保持者

 イタリア
- フェデリカ・ペレグリニ - 200m（長水路）の世界記録保持者

 スウェーデン
- サラ・ショーストレム - 50mと100m（いずれも長水路）及び200m（短水路）の世界記録保持者

 スペイン
- ミレイア・ベルモンテ - 400mと800mと1,500m（いずれも短水路）の世界記録保持者

 日本
- 中森智佳子
- 千葉すず
- 源純夏
- 三宅愛子
- 山田沙知子 - 1,500m（短水路）のアジア記録保持者、800m（長水路）の日本記録保持者
- 柴田亜衣 - 400mと1,500m（いずれも長水路）及び800m（短水路）の日本記録保持者
- 上田春佳
- 内田美希
- 五十嵐千尋 - 400m（短水路）の日本記録保持者
- 池江璃花子 - 100mと200m（いずれも長水路）及び50mと100mと200m（いずれも短水路）のアジア記録保持者、50m（長水路）の日本記録保持者